# Spreewaldkahn

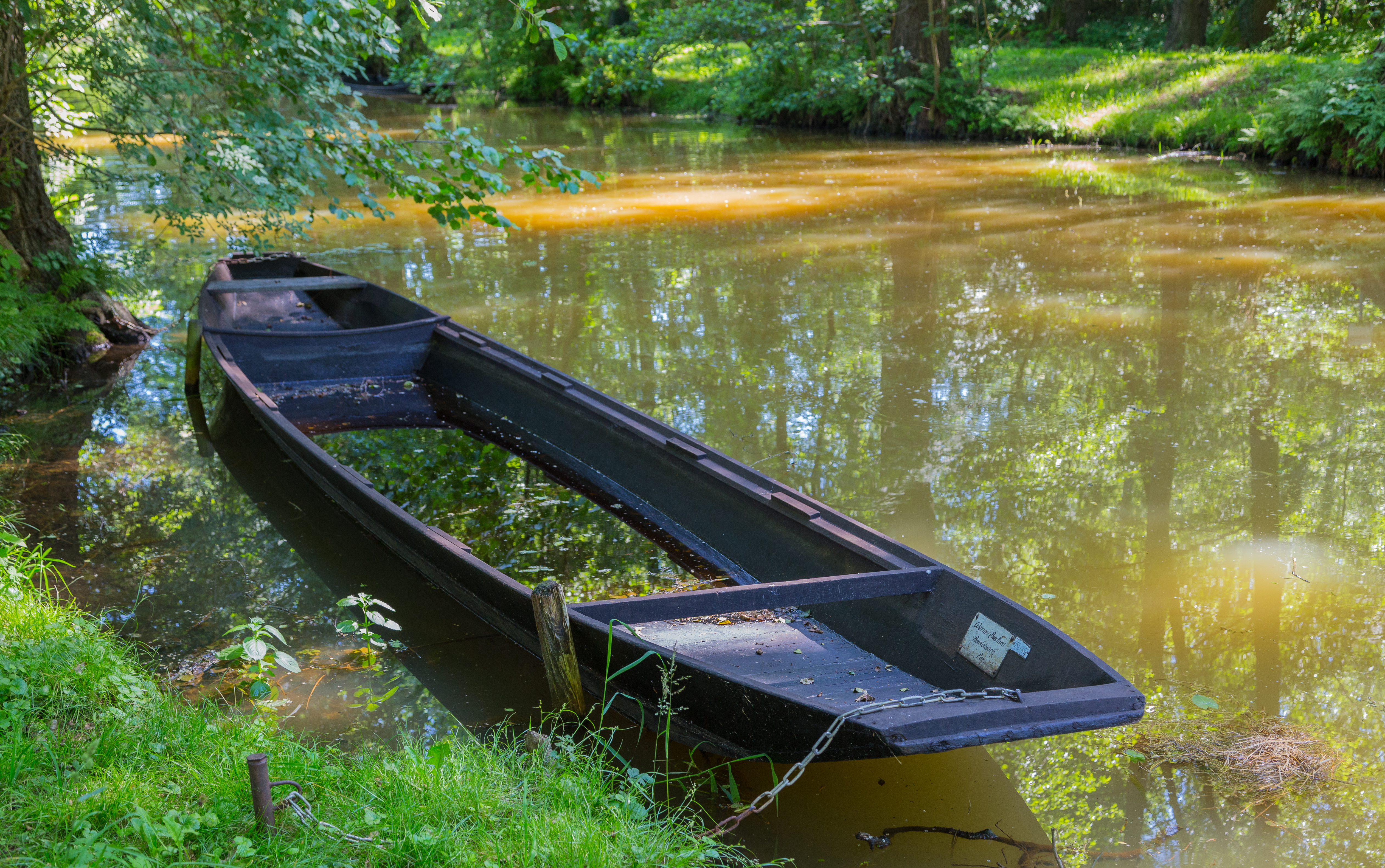
Kahn am Naturhafen in Raddusch

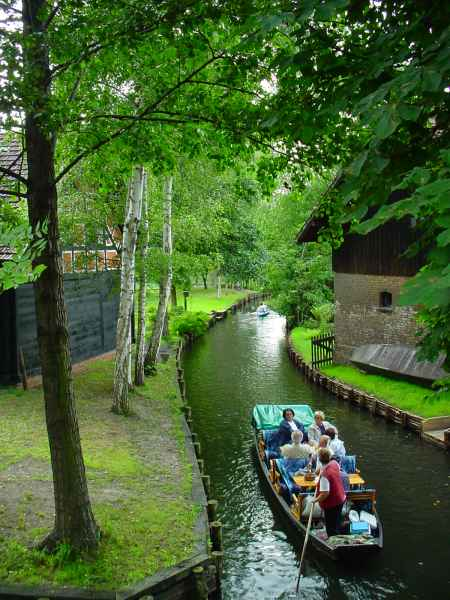
Fließ in Lehde

Spreewaldkahn ist die Bezeichnung für einen flachgehendes, mit einem „Rudel“ zu bewegendes Boot, das in den Fließen und Kanälen des Spreewalds häufig anzutreffen ist und dort lange Zeit als hauptsächliches Verkehrsmittel diente. 

## Maße
Der Spreewaldkahn ist als flaches Gleitboot mit einer maximalen Länge von 9,50 Metern und einer maximalen Breite von 1,90 Metern konzipiert. Der Bug ist breiter als das Heck. Daraus ergibt sich die Möglichkeit, vergleichbar mit einem Landungsboot, vom Fließ aus „auf die Wiese“ zu fahren. Während die ursprünglichen Spreewaldkähne aus Holz gefertigt sind, werden in neuerer Zeit vermehrt Stahlblech und Aluminium als Materialien eingesetzt.
Die Lebensdauer eines Holzkahnes beträgt durch das Verbot verschiedener Holzschutzmittel nur noch ca. 15 Jahre, Kähne aus Stahlblech oder Aluminium halten dagegen mindestens 50 Jahre, bei geringeren Anschaffungskosten.
Inzwischen sind auch zwei behindertengerechte Spreewaldkähne in Dienst gestellt worden.

## Rechtliches zu Bau und Ausrüstung

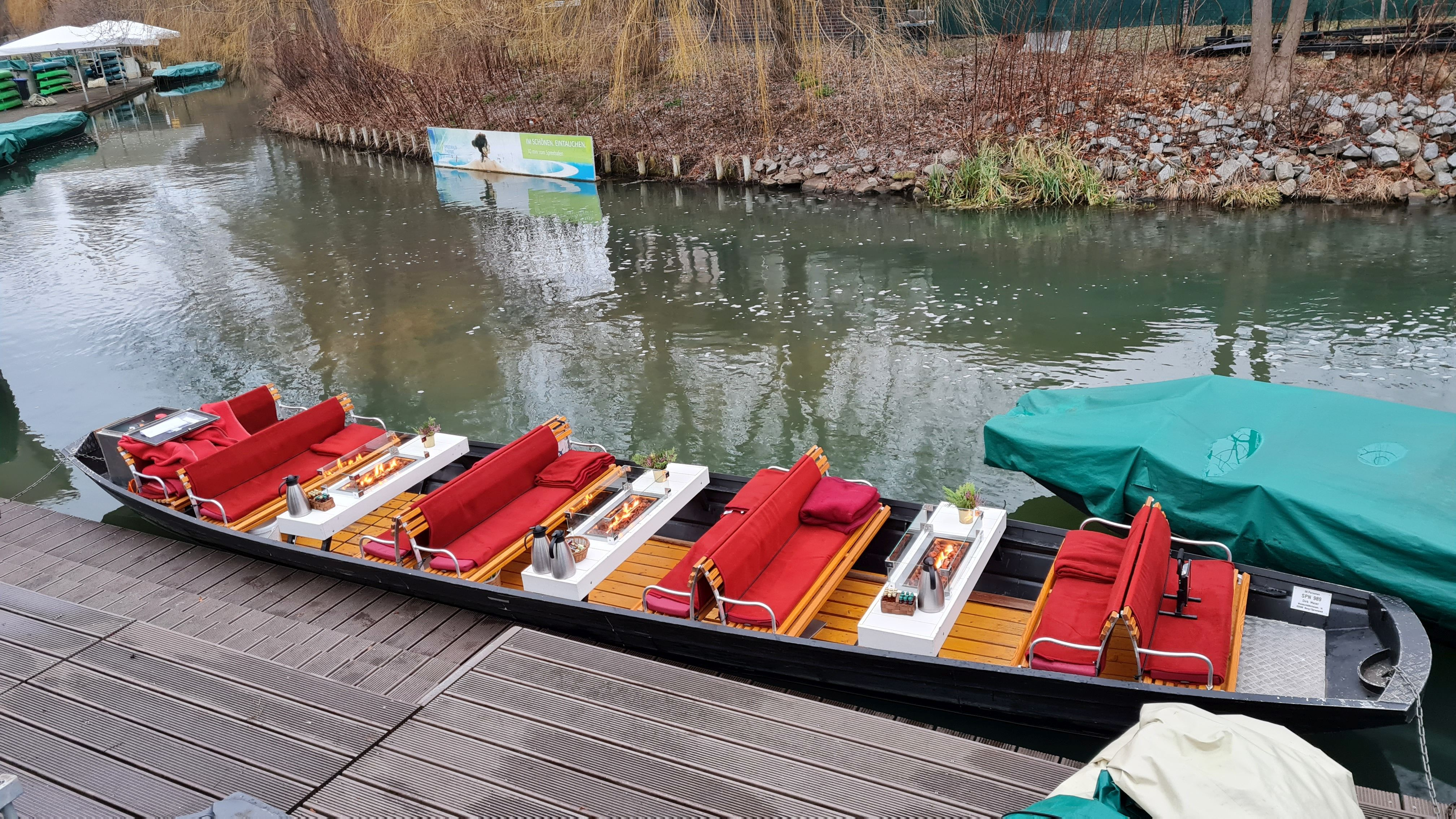
Moderner Kahn mit Kaminen

Der Bau und die Ausrüstung von Spreewaldkähnen ist in einer „Richtlinie für den Bau und die Ausrüstung von Spreewaldkähnen, Bekanntmachung des Ministeriums für Stadtentwicklung, Wohnen und Verkehr des Landes Brandenburg vom 2. Februar 2004 (ABl. 2004, S. 114)“ verbindlich geregelt.
Als Personenkahn gilt ein „Spreewaldkahn, der der gewerbsmäßigen Beförderung von Personen gegen Entgelt dient; eine Beförderung von mehr als acht Personen mit einem Spreewaldkahn gilt unabhängig vom Entgelt als gewerbliche Beförderung.“ (§2.2. der o. g. Richtlinie)

## Befahrensregelungen im Spreewald

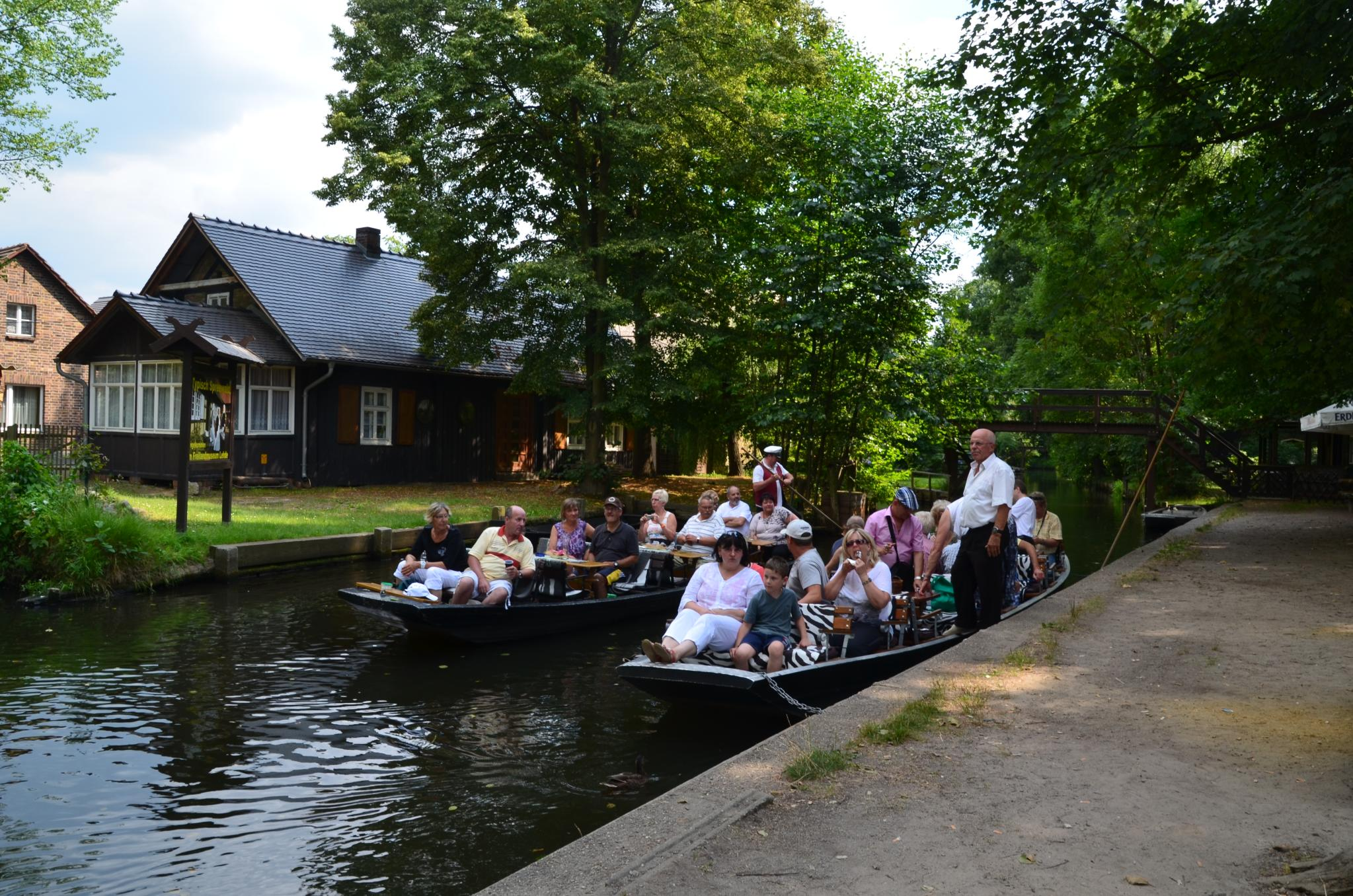
Touristen lassen sich durch die Kanäle des Spreewalds staken

Der Spreewald ist ein Biosphärenreservat und deshalb gilt ein generelles Befahrensverbot. Einzelne Fließe sind jedoch vom Befahrensverbot für Spreewaldkähne mit Antriebsmaschine freigestellt. Weitere festgelegte Fließe dürfen mit einer erteilten Ausnahmegenehmigung von motorbetriebenen Spreewaldkähnen befahren werden. Auch Nachtfahrten sind nur eingeschränkt möglich. Der Einsatz von Personenkähnen mit und ohne Antriebsmaschine ist in der Nachtzeit nicht gestattet, allerdings ermöglicht ein Erlass der Naturschutzbehörde für Spreewaldkähne mit Personentransport in ausgewählten Fließe die Fahrt ohne Antriebsmaschine bis 0:00 Uhr. Auch ist die Nutzung von Spreewaldkähnen ohne Antriebsmaschine in der Nachtzeit durch Anwohner zu nicht gewerblichen Zwecken möglich.

## Bedeutung
Mit dem Anlegen des Straßennetzes verlor der Kahn im Spreewald seine Bedeutung als Haupttransportmittel. Heutzutage besteht seine hauptsächliche Nutzung darin, Touristen den Spreewald vom Wasser aus bekannt zu machen. Für schwer erreichbare Felder wird der Kahn für das Transportieren von Ernte und Erntefahrzeugen heute noch benutzt.
Im März 2023 wurden der „Bau und die Nutzung des Spreewaldkahns“ auf Grundlage der eingereichten Bewerbung des Spreewaldvereins in das Bundesweite Verzeichnis des immateriellen Kulturerbes in Deutschland aufgenommen.

## Postzustellung

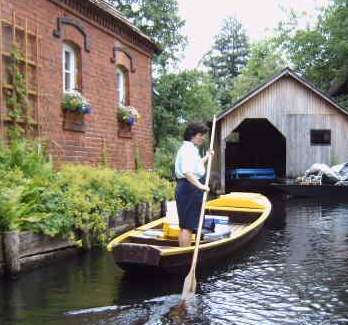
Postkahn in Lehde

Im Spreewald wird im Zustellbezirk Lübbenau-Lehde nach alter Tradition auch die Post – zumindest in der eisfreien Zeit – mit einem Spreewaldkahn zugestellt.